# Endocnidozoa亜門
Endocnidozoa亜門（Endocnidozoaあもん、英: Endocnidozoan、学名：Endocnidozoa）は、ポリポディウム綱とミクソゾア綱をまとめた刺胞動物の分類群である。本分類群に含まれる2綱はどちらも内部寄生性だが、それぞれ独立して寄生生活を獲得したと考えられる。

## 系統関係
Endocnidozoa亜門は刺胞動物の中で、Medusozoa亜門と姉妹群を成す。この関係は数多くの分子系統解析によって支持されている。